# Don’t Let Me Be the Last to Know
Don’t Let Me Be the Last to Know (englisch für: „Lass es mich nicht als Letzte wissen“) ist ein Lied der US-amerikanischen Pop-Sängerin Britney Spears. Das Lied wurde von Robert Lange, der kanadischen Pop-Sängerin Shania Twain und Keith Scott für ihr zweites Studioalbum Oops!… I Did It Again aus dem Jahre 2000 geschrieben und produziert. Der Song wurde am 17. Januar 2001 als vierte und letzte Single aus Oops!… I Did It Again durch Jive Records veröffentlicht.

## Hintergrund
Don’t Let Me Be the Last to Know wurde von Robert Lange, seiner damaligen Frau Shania Twain und Keith Scott geschrieben und produziert. Spears nahm die Vocals für den Song zwischen November und Dezember 1999 in Lange’s und Twain’s Schloss in der Schweiz auf. Bei einem Live-Konzert auf Hawaii nannte Spears das Lied als einen ihrer Favoriten von Oops!… I Did It Again. Der Song wurde am 17. Januar 2001 als letzte Single aus dem Album veröffentlicht. Es war die erste von Spears’ Singles, die den Sprung in die Top 10 der deutschen und britischen Musikcharts verpasste.

## Rezeption
Die in E-Dur geschriebene Pop-Ballade erhielt in der Regel gute Kritiken, jedoch wurde eine gewisse Ähnlichkeit zu David Bowies und Iggy Pops Single China Girl festgestellt.

## Kommerzieller Erfolg

### Chartplatzierungen
Das Lied hatte nur mäßigen Erfolg und erreichte nur in Österreich und in der Schweiz die Top 10. In weiteren europäischen Ländern unter anderem auch in Deutschland wurden Top-20-Platzierungen erreicht.
| ChartsChartplatzierungen     | Höchstplatzierung | Wochen |
| ---------------------------- | ----------------- | ------ |
| Deutschland (GfK)            | 12 (9 Wo.)        | 9      |
| Österreich (Ö3)              | 7 (14 Wo.)        | 14     |
| Schweiz (IFPI)               | 9 (18 Wo.)        | 18     |
| Vereinigtes Königreich (OCC) | 12 (14 Wo.)       | 14     |

| ChartsJahrescharts (2001) | Platzierung |
| ------------------------- | ----------- |
| Österreich (Ö3)           | 65          |
| Schweiz (IFPI)            | 98          |

### Auszeichnungen für Musikverkäufe
| Land/Region     | Auszeichnungen für Musikverkäufe (Land/Region, Auszeichnung, Verkäufe) | Verkäufe |
| --------------- | ---------------------------------------------------------------------- | -------- |
| Belgien (BRMA)  | Gold                                                                   | 25.000   |
| Dänemark (IFPI) | Gold                                                                   | 10.000   |
| Insgesamt       | 2× Gold ·                                                              | 35.000   |

Hauptartikel: Britney Spears/Auszeichnungen für Musikverkäufe